# Batschkowo
Batschkowo (bulgarisch Бачково) ist ein Dorf in der Gemeinde Assenowgrad in der Oblast Plowdiw. Das Dorf befindet sich rund 10 km südlich des Gemeindezentrums Assenowgrad am Fluss Tschaja mitten im Rhodopengebirge.
In unmittelbarer Nähe des Dorfes befindet sich das zweitgrößte bulgarische Kloster Batschkowo.
2017 strahlte Arte Re: eine Dokumentation über den „Brautmarkt“ von Batschkowo aus, auf dem Roma Ehen arrangieren und jährlich am letzten August-Wochenende im Schatten des Klosters abgehalten wird.